# Carl Ludvig Hansen
Carl Ludvig Hansen, född 7 augusti 1813 i Köpenhamn, död 18 april 1895, var en dansk trädgårdsmästare. 
Hansen, var son till Hans Christian Hansen (död 1827), som hade egendomen Nøjsomhed på Østerbro i förpaktning till 1822, då han köpte en egendom på Nørrebro. Sonen fick sin första trädgårdsutbildning hos handelsträdgårdsmästare P.W. Hintze 1828–1829, blev därefter elev i Rosenborgs slotts odlingsträdgård och avlade 1833 trädgårdsexamen. Efter att ha varit medhjälpare vid Rosenborgs trädgårdar och i Botanisk Have var han 1836–1841 föreståndare för den handelsträdgård på Nørrebro, som fadern hade grundat. På hösten 1841 köpte han en egendom på Vesterbrogade i Köpenhamn och anlade där en handelsträdgård. Denna kom att under många år betraktas som en mönsterträdgård som fick stor betydelse som läroplats för unga inom yrket. Hansen var hedersmedlem av det Kongelige danske Haveselskab och av Almindelig dansk Gartnerforening.